# (12224) Jimcornell
(12224) Jimcornell est un astéroïde de la ceinture principale.

## Description
(12224) Jimcornell est un astéroïde de la ceinture principale. Il fut découvert le 19 octobre 1984 à Harvard par l'observatoire Oak Ridge. Il présente une orbite caractérisée par un demi-grand axe de 2,91 UA, une excentricité de 0,05 et une inclinaison de 1,6° par rapport à l'écliptique.

## Compléments